# روبين سارة
روبين سارة (بالإنجليزية: Robyn Sarah)‏ هي كاتِبة وشاعرة أمريكية، ولدت في 1949 في نيويورك في الولايات المتحدة.